# Miroslav Ihnačák
Miroslav Ihnačák (* 19. Februar 1962 in Poprad, Tschechoslowakei) ist ein ehemaliger slowakischer Eishockeyspieler und heutiger -trainer, der in seiner aktiven Zeit von 1978 bis 2006 unter anderem für die Toronto Maple Leafs und Detroit Red Wings in der National Hockey League gespielt hat.        

## Karriere

### Karriere als Spieler
Miroslav Ihnačák begann seine Karriere als Eishockeyspieler in seiner Heimatstadt beim ŠKP PS Poprad, für den er von 1978 bis 1981 in der zweiten tschechoslowakischen Liga, der 1. Slovenská národná hokejová liga, aktiv war. Anschließend spielte er vier Jahre lang für den TJ VSŽ Košice in der 1. Liga, der höchsten tschechoslowakischen Spielklasse. In diesem Zeitraum wurde er im NHL Entry Draft 1982 in der neunten Runde als insgesamt 171. Spieler von den Toronto Maple Leafs ausgewählt. Nachdem zuvor bereits sein Bruder aus dem Land geflohen war und er von den Behörden nicht die Erlaubnis zum Verlassen der Tschechoslowakei erhalten hatte, durfte er nur noch bei Turnieren in seinem Heimatland und in der Sowjetunion eingesetzt werden. Auch die Saison 1985/86 begann er in Košice, das am Saisonende den tschechoslowakischen Meistertitel gewann, ehe ihm kurz vor Weihnachten zusammen mit seiner Verlobten über Österreich die Flucht gelang und er einen Vertrag bei seinem Draft-Team Toronto Maple Leafs unterschrieb. In Toronto konnte er die hohen Erwartungen nicht erfüllen und bestritt in eineinhalb Jahren nur 55 Spiele für die Maple Leafs in der National Hockey League, wobei er acht Tore erzielte und neun Vorlagen gab. In der Folgezeit kam er vermehrt für Torontos Farmteams aus der American Hockey League, die St. Catharines Saints und anschließend deren Nachfolgeteam Newmarket Saints in der American Hockey League zum Einsatz. In der Saison 1987/88 spielte er gar ausschließlich für Newmarket in der AHL.  
Am 18. November 1988 erhielt Ihnačák einen Vertrag als Free Agent bei den Detroit Red Wings, konnte sich jedoch auch dort nicht durchsetzen. Neben einem weiteren NHL-Einsatz für Detroit, spielte er bis 1991 ausschließlich in der AHL für die Adirondack Red Wings – mit denen er in der Saison 1988/89 den Calder Cup gewinnen konnte – und Halifax Citadels. Für die Saison 1991/92 kehrte der Linksschütze nach Europa zurück, wo er einen Vertrag beim BSC Preussen aus der Bundesliga erhielt. In der folgenden Spielzeit wechselte er mehrfach den Verein und stand für den Mannheimer ERC in der Bundesliga, den ŠKP PS Poprad in der Tschechoslowakei und den EV Zug in der Schweizer Nationalliga A auf dem Eis. In der Saison 1993/94 spielte der Slowake noch einmal in Nordamerika, wo er in einem einzigen Spiel für die Milwaukee Admirals in der International Hockey League auflief. Zudem erzielte er in dieser Spielzeit in sieben Spielen drei Tore und sieben Vorlagen für den EV Landsberg in der 2. Eishockey-Bundesliga. Die Saison 1994/95 begann er erneut in Deutschland beim Zweitligisten Heilbronner EC, beendete sie jedoch bei seinem Ex-Verein TJ VSŽ Košice in der nach der Teilung der Tschechoslowakei neu gegründeten slowakischen Extraliga und gewann mit seiner Mannschaft am Saisonende den nationalen Meistertitel. Zu diesem Erfolg trug er vor allem in den Playoffs bei, als er sechs Tore und 14 Vorlagen erzielte. Damit war er sowohl bester Vorlagengeber als auch Topscorer der Playoffs.    
Von 1995 bis 1998 stand Ihnačák beim ERC Selb in der zweitklassigen 1. Liga Süd unter Vertrag. In der Saison 1998/99 konnte er mit seinem langjährigen Ex-Club aus Košice erneut die slowakische Meisterschaft gewinnen. In den folgenden Jahren gehörte der erfahrene Stürmer zu den Führungsspielern bei den Slowaken, ehe er in der Saison 2004/05 noch einmal für den Extraliga-Teilnehmer HK ŠKP Poprad in seiner Heimatstadt spielte. Im Anschluss an die Saison 2005/06, die er beim MHC Martin verbrachte, beendete er seine Karriere im Alter von 44 Jahren.

### International
Für die Tschechoslowakei nahm Ihnačák an den U18-Junioren-Europameisterschaften 1979 und 1980 teil. Bei der U18-EM 1979 wurde er in das All-Star Team gewählt. Für die Slowakei nahm er an der B-Weltmeisterschaft 1995 teil, bei der mit seiner Mannschaft den Aufstieg in die A-Weltmeisterschaft erreichte.

### Karriere als Trainer
Im Anschluss an seine aktive Laufbahn wurde Ihnačák Eishockeytrainer. In dieser Funktion betreute er unter anderem den HK VTJ Trebišov. In der Saison 2008/09 stand er bei GKS Tychy in der polnischen Ekstraliga hinter der Bande. In der Saison 2010/11 betreute er den HK Spišská Nová Ves.

## Erfolge und Auszeichnungen
- 1986 Tschechoslowakischer Meister mit dem TJ VSŽ Košice
- 1989 Calder-Cup-Gewinn mit den Adirondack Red Wings
- 1995 Slowakischer Meister mit dem TJ VSŽ Košice
- 1995 Topscorer der Extraliga-Playoffs
- 1995 Bester Vorlagengeber der Extraliga-Playoffs
- 1999 Slowakischer Meister mit dem HC Košice

### International
- 1979 Goldmedaille bei der U18-Junioren-Europameisterschaft
- 1979 All-Star Team der U18-Junioren-Europameisterschaft
- 1995 Aufstieg in die A-Weltmeisterschaft bei der B-Weltmeisterschaft

## Familie
Sein Bruder Peter Ihnačák war ebenfalls ein professioneller Eishockeyspieler und beide spielten zeitweise zusammen für die Toronto Maple Leafs in der NHL. Auch sein Neffe Brian Ihnacak ist ein professioneller Eishockeyspieler.